# Luzitano Futebol Clube
O Luzitano Futebol Clube, conhecido como Lusitano do Braz, foi um clube de futebol brasileiro da cidade de São Paulo.

## História
Fundado em 1 de janeiro de 1920 no bairro do Brás, o clube foi filiado à Associação Paulista de Esportes Atléticos, tendo participado das divisões menores do Campeonato Paulista organizado pela liga. Com a profissionalização do futebol no estado, o clube filiou-se à Liga de Futebol do Estado de São Paulo, tendo participado da primeira edição do campeonato organizado pela nova liga e também no Paulista de 1937, de 1938 e da edição extra naquele mesmo ano.
Seu estádio ficava na Rua São Jorge e fora, antes, do Clube Atlético Albion, tendo sido adquirido para cumprir as exigências da Liga Paulista de Futebol para poder disputar o Campeonato Paulista. A inauguração da nova direção do local ocorreu em 16 de maio de 1937, num jogo contra o Palestra Italia. Com capacidade para três mil pessoas, o estádio tinha uma arquibancada de quarenta metros de comprimento por oito de largura, com cobertura de zinco, ficando abaixo dela a sede do clube, com salas para as secretarias e um salão para bailes. Também havia uma geral com nove degraus e sessenta metros de comprimento, e o campo era, à época da inauguração, o maior da cidade, por ter as dimensões máximas de 110 metros de comprimento por 85 de largura. O endereço era Rua São Jorge, 20, o que correspondia, segundo o Diário Popular, a "duzentos passos da Avenida Celso Garcia".
"O novo campo futebolístico de São Paulo não tem as características dos grandes estádios, porém virá incontestavelmente ajudar a preencher uma grande lacuna, qual seja a da falta de locais apropriados à prática do esporte-rei", escreveu o Diário Popular. "Sua capacidade não é das maiores, mas há espaço bastante para que, no futuro, as dependências da nova praça esportiva sejam alargadas convenientemente."
Em abril de 1939, a diretoria do Luzitano convocou todos os jogadores do elenco para uma reunião, realizada na Rua da Mooca, 1.228, onde seria tratado "assunto de máxima importância", revelado apenas no evento. Ele provavelmente tratou da mudança de nome por que passaria o clube, cuja última partida acabaria sendo uma vitória por 2 a 1 sobre o Juventus, no dia seguinte, também o último compromisso da equipe no Campeonato Paulista de 1938. O resultado não impediu que o clube terminasse o torneio na última colocação, três pontos atrás do São Paulo Railway. A escalação usada teve Vella; Sylvio e Thomazini; Mandico, Domingos e Tony; Renato, Zico, Macaco, Oswaldo e Emílio.
Em 10 de abril, o conselho de fundadores da Liga de Futebol do Estado de São Paulo aprovou a mudança de nome do Luzitano para Comercial Futebol Clube, sob a presidência de Oscar da Silveira Campos. A votação foi por unanimidade, apesar da expectativa de que muitos clubes se manifestassem contra a mudança. "O Comercial, com efeito, possui recursos bem maiores do que o antigo Luzitano", escreveu o Diário Popular. "E será, sem dúvida, mais um poderoso grêmio que virá abrilhantar nossos campeonatos oficiais. Segundo fomos informados, não tardarão a ser iniciadas as obras de remodelação do estádio comercialino, e assim contaremos com um novo local para assistências numerosas, coisas que faz bastante falta em São Paulo no momento."

## Títulos
- Segunda Divisão da APEA: 1935
- Terceira Divisão da APEA: 1931
- Divisão Municipal da APEA: 1929

### Participações no Campeonato Paulista
- Primeira Divisão da Liga da LFESP (4): 1936, 1937, 1938 e 1938-extra
- Segunda Divisão da Liga da APEA (4): 1932, 1933, 1934 e 1935
- Terceira Divisão da Liga da APEA (4): 1925, 1926, 1930 e 1931
- Divisão Municipal da Liga da APEA (1): 1929